# Giro di Toscana 2012
Il Giro di Toscana 2012, ottantacinquesima edizione della corsa e valido come evento dell'UCI Europe Tour 2012 categoria 1.1, si svolse il 29 aprile 2012 su un percorso totale di 199 km. Fu vinto dall'italiano Alessandro Ballan, che terminò la gara in 5h09'51", alla media di 38,53 km/h.
Furono 71 i ciclisti che portarono a termine il percorso.

## Squadre partecipanti
| N.    | Cod. | Squadra                      |
| ----- | ---- | ---------------------------- |
| 1-8   | BMC  | BMC Racing Team              |
| 11-18 | LIQ  | Liquigas-Cannondale          |
| 21-28 | ASA  | Acqua e Sapone               |
| 31-38 | FAR  | Farnese Vini-Selle Italia    |
| 41-48 | COG  | Colnago-CSF Inox             |
| 51-58 | AND  | Androni Giocattoli-Venezuela |
| 61-68 | RVL  | RusVelo                      |
| 71-78 | COL  | Colombia-Coldeportes         |

| N.      | Cod. | Squadra              |
| ------- | ---- | -------------------- |
| 81-88   | UNA  | Utensilnord-Named    |
| 91-98   | IDE  | Team Idea            |
| 101-108 | AMO  | Amore & Vita         |
| 111-118 | ADR  | Adria Mobil          |
| 121-128 | HUN  | Ungheria             |
| 131-138 | NED  | Paesi Bassi          |
| 141-148 | MKT  | Meridiana-Kamen Team |

## Ordine d'arrivo (Top 10)
| Pos. | Corridore               | Squadra      | Tempo    |
| ---- | ----------------------- | ------------ | -------- |
| 1    | Alessandro Ballan       | BMC          | 5h09'51" |
| 2    | Carlos Alberto Betancur | Acqua & Sap. | s.t.     |
| 3    | Valerio Agnoli          | Liquigas     | s.t.     |
| 4    | Matej Mugerli           | Adria Mobil  | s.t.     |
| 5    | Moreno Moser            | Liquigas     | a 4"     |
| 6    | Marco Frapporti         | Team Idea    | a 9"     |
| 7    | Sergej Klimov           | RusVelo      | a 18"    |
| 8    | Marko Kump              | Adria Mobil  | s.t.     |
| 9    | Damiano Caruso          | Liquigas     | s.t.     |
| 10   | Elia Favilli            | Farnese Vini | s.t.     |